# Куртуюшу-Мік
Куртуюшу-Мік (рум. Curtuiușu Mic) — село у повіті Марамуреш в Румунії. Входить до складу комуни Копалнік-Менештур.
Село розташоване на відстані 394 км на північний захід від Бухареста, 14 км на південь від Бая-Маре, 85 км на північ від Клуж-Напоки.

## Населення
За даними перепису населення 2002 року у селі проживали 266 осіб, усі — румуни. Усі жителі села рідною мовою назвали румунську.